# Az elveszett lány
Az elveszett lány (eredeti cím: The Lost Daughter) 2021-ben bemutatott lélektani filmdráma, amelyet nagyjátékfilmes rendezői debütálásában Maggie Gyllenhaal írt és rendezett, Elena Ferrante 2006-ban megjelent azonos című regénye alapján. A főszerepben Olivia Colman, Dakota Johnson, Jessie Buckley, Paul Mescal, Dagmara Domińczyk, Jack Farthing, Oliver Jackson-Cohen, Peter Sarsgaard és Ed Harris látható. Colman emellett vezető producerként is közreműködött.
Az elveszett lány világpremierje 2021. szeptember 3-án volt a 78. Velencei Nemzetközi Filmfesztiválon, ahol Gyllenhaal elnyerte a legjobb forgatókönyvnek járó Golden Osella-díjat. Az Egyesült Államokban 2021. december 17-én kezdték meg a korlátozott számú moziforgalmazást, majd december 31-én a Netflixen is elérhetővé vált. A filmet a kritikusok elismeréssel fogadták. Három jelölést kapott a 94. Oscar-díjkiosztón: a legjobb színésznő (Colman), a legjobb női mellékszereplő (Buckley) és a legjobb adaptált forgatókönyv.

## Rövid történet
Egy nő tengerparti nyaralása sötét fordulatot vesz, amikor szembesül múltjának problémáival.

## Szereplők
| Szerep            | Színész                                     | Magyar hang      |
| ----------------- | ------------------------------------------- | ---------------- |
| Leda Caruso       | Olivia Colman                               | Bodor Böbe       |
| Leda Caruso       | Jessie Buckley (fiatalon)                   | Vadász Bea       |
| Nina              | Dakota Johnson                              | Földes Eszter    |
| Lyle              | Ed Harris                                   | Epres Attila     |
| Callisto „Callie” | Dagmara Domińczyk                           | Kis-Kovács Luca  |
| Will              | Paul Mescal                                 | Miller Dávid     |
| Bianca            | Robyn Elwell (gyerekként)                   | Bak Julianna     |
| Bianca            | Ellie James (felnőttként) (hangja)          | Kisfaludy Zsófia |
| Martha            | Ellie Blake (gyerekként)                    | Schmidt Regina   |
| Martha            | Isabelle Della-Porta (felnőttként) (hangja) | Andrádi Zsanett  |
| Hardy professzor  | Peter Sarsgaard                             | Kautzky Armand   |
| Joe               | Jack Farthing                               | Kovács Lehel     |
| Toni              | Oliver Jackson-Cohen                        | Makranczi Zalán  |
| Elena             | Athena Martin                               | Prokópius Maja   |
| Vassili           | Panos Koronis                               |                  |
| női turista       | Alba Rohrwacher                             | Kiss Erika       |
| férfi turista     | Nikos Poursanidis                           | Láng Balázs      |
| Cole professzor   | Alexandros Mylonas                          | Faragó András    |

## A film készítése
Maggie Gyllenhaal 2018 októberében szerezte meg Elena Ferrante regényének megfilmesítési jogait, ő írta és rendezte az adaptációt.
2020 februárjában Olivia Colman, Jessie Buckley, Dakota Johnson és Peter Sarsgaard szerepet kapott a filmben. Augusztusban Paul Mescal, 2020 októberében pedig Oliver Jackson-Cohen is csatlakozott a stábhoz. Novemberben Ed Harris, Dagmara Domińczyk, Jack Farthing és Alba Rohrwacher is csatlakozott a filmhez.
A forgatás 2020 szeptemberében kezdődött a görögországi Szepszisben.